# Девојчица с Оне Стране
Девојчица с Оне Стране (транслит.) јапанска је манга серија коју је написао и илустровао нагабе. Наслов се објављивао од септембра 2015. до марта 2021. године у месечном шонен манга часопису Comic Garden компаније Mag Garden. Поглавља су сакупљена у 11 танкобона. Десето минутна ОВА од стране  је била продавана заједно са ограниченом едицијом осмог броја манге у Јапану септембра 2019. године. Дугометражна адаптација, исто од стране студиа Вит, је била продавана заједно са бонус танкобоном који је изашао у Јапану марта 2022. године.

## Радња
Давно некада постојала су два бога. Бог светлости и бог таме. Они који су се молили богу светлости имали су срећу и радост, док би бог таме правио несташлуке и одузимао им срећу. Легенда каже да га је бог светлости казнио тако што га је претворио у чудовиште. Бесан због тога што му се десило, бог таме је одлучио да своју казну искористи као клетву да би стварао патњу над осталима. Због његових поступака, он је протеран Напоље, где ће он и његова проклета деца бити заувек заробљена, док они који живе Унутра не смеју никада да ступе у контакт са онима који су Напољу, иначе ће и они бити проклети да буду чудовишта.
Мала девојчица по имену Шива, која живи Унутра, је пронаћена од стране створења који живи Напољу, кога она зове Учитељ. Иако не могу да се додирну, Учитељ се стара о Шиви, колико год може, и заједно живе срећно. Али Шива не само да се брине о онима који су Напољу, већ и од њене врсте.

## Манга
Мангу је написао и илустрово Нагабе. Објављивала се од 5. септембра 2015. до 5. марта 2021. године у месечном шонен манга часопису Mag Garden. Поглавља су сакупљена у 11 танкобона. Бонус манга танкобон је изашао 10. марта 2022. године.
Издавачка кућа Локомотива преводи мангу на српски језик од 2025. године.

### Списак томова
| Бр.   | Првобитни датум издања | Првобитни         | Датум издања на српском | на српском        |
| ----- | ---------------------- | ----------------- | ----------------------- | ----------------- |
| 1     | 10. март 2016.         | 978-4-80-000545-8 | 15. август 2025.        | 978-86-82942-25-2 |
| 2     | 10. септембар 2016.    | 978-4-80-000612-7 | —                       | —                 |
| 3     | 10. април 2017.        | 978-4-80-000671-4 | —                       | —                 |
| 4     | 10. октобар 2017.      | 978-4-80-000720-9 | —                       | —                 |
| 5     | 10. април 2018.        | 978-4-80-000757-5 | —                       | —                 |
| 6     | 10. октобар 2018.      | 978-4-80-000801-5 | —                       | —                 |
| 7     | 9. март 2019.          | 978-4-80-000836-7 | —                       | —                 |
| 8     | 10. септембар 2019.    | 978-4-80-000891-6 | —                       | —                 |
| 9     | 10. март 2020.         | 978-4-80-000946-3 | —                       | —                 |
| 10    | 10. септембар 2020.    | 978-4-80-001011-7 | —                       | —                 |
| 11    | 9. април 2021.         | 978-4-80-001065-0 | —                       | —                 |
| Бонус | 10. март 2022.         | 978-4-80-001097-1 | —                       | —                 |

## Аниме
Десето минутна ОВА од стране  је била продавана заједно са ограниченом едицијом осмог броја манге у Јапану 10. септембра 2019. године.
Петог марта 2021. године, најављена је још једна адаптација манге, овог пута дугометражна. Исти тим који је радио на првој адаптацији се вратио да анимира нову епизоду. Епизода је изашла заједно са бонус танкобоном 10. марта 2022. године.